# Tolyphus rufescens
Tolyphus rufescens là một loài bọ cánh cứng trong họ Phalacridae. Loài này được Pic mô tả khoa học năm 1914.